# Amtsgericht Speyer
Das Amtsgericht Speyer ist ein Gericht der ordentlichen Gerichtsbarkeit und eines von sechs Amtsgerichten (AG) im Bezirk des Landgerichts Frankenthal (Pfalz).

## Gerichtssitz und -bezirk
Das Gericht hat seinen Sitz in der kreisfreien Stadt Speyer. Der 187 km² große Gerichtsbezirk umfasst die Gebiete der Stadt Speyer sowie der Gemeinden Böhl-Iggelheim, Dudenhofen, Hanhofen, Harthausen, Otterstadt, Römerberg, Schifferstadt und Waldsee. In ihm leben rund 109.000 Menschen.

## Gebäude
Das Gericht ist in der Wormser Straße 41/43 untergebracht. Haupt- und Nebengebäude des Gerichts wurden von 1900 bis 1902 aus gelbem Sandstein errichtet und stehen heute unter Denkmalschutz. Architekt war der königliche Bauamtmann Otto Bär. Das Nebengebäude beherbergte früher das Gefängnis.

## Geschichte
Während der französischen Besatzungszeit wurde das ursprüngliche Zuchtpolizeigericht der Stadt Speyer als Friedensgericht neu gegründet und 1854 in „Landgericht“ umbenannt. Mit dem Inkrafttreten des Gerichtsverfassungsgesetzes am 1. Oktober 1879 erhielt das Gericht die Bezeichnung „Amtsgericht“. Das „k.b. Bezirksgericht Frankenthal“ erhielt zeitgleich die Bezeichnung „Landgericht Frankenthal“.  Seit der Errichtung des Landes Rheinland-Pfalz am 30. August 1946 ist dieses Bundesland Gerichtsträger des Landgerichts Frankenthal (Pfalz) und der ihm zugeordneten Amtsgerichte.

## Übergeordnete Gerichte
Dem Amtsgericht Speyer ist das Landgericht Frankenthal (Pfalz) übergeordnet. Zuständiges Oberlandesgericht ist das Pfälzische Oberlandesgericht Zweibrücken.